# George Woodcock
George Woodcock (8 de Maio de 1912 - 28 de janeiro de 1995) foi um prolífico escritor canadense de poesia, ensaios, crítica literária, biografias e obras históricas. Ele também foi o fundador (em 1959) do jornal Canadian Literature (Literatura Canadense) - o primeiro jornal dedicado à escrita canadense. Em outras partes do mundo, ele provavelmente é mais lembrado por ter escrito Anarchism: A History of Libertarian Ideas and Movements (1962), uma das grandes sinopses do anarquismo.

## Vida
Woodcock nasceu em Winnipeg, Manitoba, mas se mudou com seus pais para a Inglaterra ainda jovem. Embora sua família fosse muito pobre, Woodcock teve a oportunidade de ir para a Universidade de Oxford, com uma bolsa de estudos. No entanto, ele rejeitou a possibilidade, já que ele teria de aderir ao clero. Ao invés disso, ele assumiu um cargo como um caixeiro na Great Western Railway e foi aí que ele se interessou pelo anarquismo (especificamente socialismo libertário). Ele iria continuar a ser um anarquista pelo resto de sua vida, escrevendo vários livros sobre o assunto, incluindo Anarchism, a antologia The Anarchist Reader (1977), e biografias de Pierre-Joseph Proudhon, William Godwin, Oscar Wilde e Peter Kropotkin.
Foi durante estes anos que ele conheceu várias figuras proeminentes da literatuda mundial, incluindo T. S. Eliot e Aldous Huxley. Ele chegou a conhecer George Orwell, após os dois terem um desacordo público nas páginas do Partisan Review. Orwell escreveu que, no contexto de uma guerra contra o fascismo, pacifismo foi "objetivamente pró-fascista". Como um pacifista próprio, Woodcock tomou exceção a esta. Apesar desta diferença, os dois se reuniram e se tornaram bons amigos. Woodcock mais tarde escreveu The Crystal Spirit (1966), um estudo crítico de Orwell e o seu trabalho, que ganhou um Governor General's Award.
Woodcock passou a Segunda Guerra Mundial trabalhando em uma fazenda, como um objetor de consciência. Após a guerra, ele voltou para o Canadá, eventualmente ficando em Vancouver, Colúmbia Britânica. Em 1955, ele assumiu um cargo no Departamento de Inglês na Universidade de Colúmbia Britânica, onde permaneceu até a década de 1970. Durante este tempo, ele começou a escrever mais poesias, a produção de vários livros de viagem e coleções de poesia, bem como os trabalhos sobre anarquismo pelo qual ele é mais conhecido.
Quase no final de sua vida, Woodcock se tornou cada vez mais interessado no que ele viu como a situação dos tibetanos. Ele viajou para a Índia, estudou budismo, tornou-se amigo do Dalai Lama e estabeleceu o Tibetan Refugee Aid Society (Sociedade de Ajuda aos Refugiados Tibetanos).

### Reconhecimento
Woodcock foi honrado com vários prêmios, incluindo um da Sociedade Real do Canadá, em 1968, a Medalha UBC para Biografia Popular em 1973 e 1976, bem como o Prêmio Molson em 1973. No entanto, ele só aceitou prêmios dados por seus amigos, recusando vários prêmios dados pelo estado canadense, incluindo a Ordem do Canadá. A única exceção foi o prêmio da Liberdade da cidade de Vancouver, que ele aceitou, em 1994.
Ele é o tema de uma biografia, The Gentle Anarchist: A Life of George Woodcock, por George Fetherling (1998).

## Obra
- Anarchy or Chaos - 1944
- The Incomparable Aphra - 1948
- Ravens and Prophets - 1952
- Anarchism: A History of Libertarian Ideas and Movements - 1962
- Faces of India: A Travel Narrative - 1964
- The Crystal Spirit: A Study of George Orwell - 1966
- The Doukhobors - 1968 (com Ivan Avakumovic)
- The Hudson's Bay Company - 1970
- The Anarchist Prince: A Biographical Study of Peter Kropotkin - 1971 (com Ivan Avakumovic)
- Into Tibet: The Early British Explorers - 1971
- Victoria - 1971
- Dawn and the Darkest Hour: A Study of Aldous Huxley - 1972
- Rejection of Politics and Other Essays on Canada, Canadians, Anarchism and the World - 1972
- Canada and the Canadians - 1973
- Who Killed the British Empire?: An Inquest - 1974
- Amor de Cosmos: Journalist and Reformer - 1975
- Gabriel Dumont: The Métis Chief and his Lost World - 1975
- South Sea Journey - 1976
- Peoples of the Coast: The Indians of the Pacific Northest  - 1977
- The Anarchist Reader - 1977 (editor)
- Anima, or, Swann Grown Old: A Cycle of Poems - 1977
- Two Plays - 1977
- The World of Canadian Writing: Critiques and Recollections - 1980
- 100 Great Canadians - 1980
- Confederation Betrayed! - 1981
- The Meeting of Time and Space: Regionalism in Canadian Literature - 1981
- Taking it to the Letter - 1981
- The University of British Columbia: A Souvenir - 1986 (com Tim Fitzharris)
- Northern Spring: The Flowering of Canadian Literature in English - 1987
- Pierre-Joseph Proudhon: A Biography - 1987
- Caves in the Desert: Travels in China - 1988
- The Purdy-Woodcock Letters: Selected Correspondence, 1964-1984 - 1988
- William Godwin: A Biographical Study - 1989
- A Social History of Canada - 1989
- Powers of Observation - 1989
- The Century that Made Us: Canada 1814–1914 - 1989
- British Columbia: A History of the Province - 1990
- Tolstoy at Yasnaya Polyana & Other Poems - 1991
- Anarchism and Anarchists: Essays - 1992
- The Cherry Tree on Cherry Street: And Other Poems - 1994